# Corydoras cruziensis
Corydoras cruziensis är en fiskart som beskrevs av Knaack 2002. Corydoras cruziensis ingår i släktet Corydoras och familjen Callichthyidae. Inga underarter finns listade i Catalogue of Life.